# マッシーモ・ストラッツェール
マッシーモ・ストラッツェール（Massimo Strazzer、1969年8月7日 - ）は、イタリア、ゼーヴィオ出身の元自転車競技（ロードレース）選手。

## 来歴
1993年
- ティレーノ〜アドリアティコ 区間1勝(第8)

1996年
- デ・パンネ3日間 区間1勝(第1)

1997年
- クラシカ・デ・アルメリア 優勝

1999年
- ツール・ド・ポローニュ 区間1勝(第2)
- ティレーノ〜アドリアティコ 区間1勝(第2)

2000年
- バイエルン一周 区間1勝(第3)

2001年
- ジロ・デ・イタリア ポイント賞

2002年
- クラシカ・デ・アルメリア 優勝

2003年
- バイエルン一周 区間1勝(第3)

## 珍記録
ジロ・デ・イタリアのポイント賞とインテルジロ賞を両方を獲得しながら、区間優勝を一度も経験していない。区間優勝をせずにポイント賞やインテルジロ賞を獲得した選手は1993年のヤン・スヴォラダや1996年のファブリツィオ・グイディがいるが、他の年に区間優勝を経験しているため、ポイント賞を獲得しながら区間優勝経験がないのはストラッツェールだけである。